# Tszacris haii
Tszacris haii är en insektsart som beskrevs av Tinkham 1940. Tszacris haii ingår i släktet Tszacris och familjen gräshoppor. Inga underarter finns listade i Catalogue of Life.